# Vinars

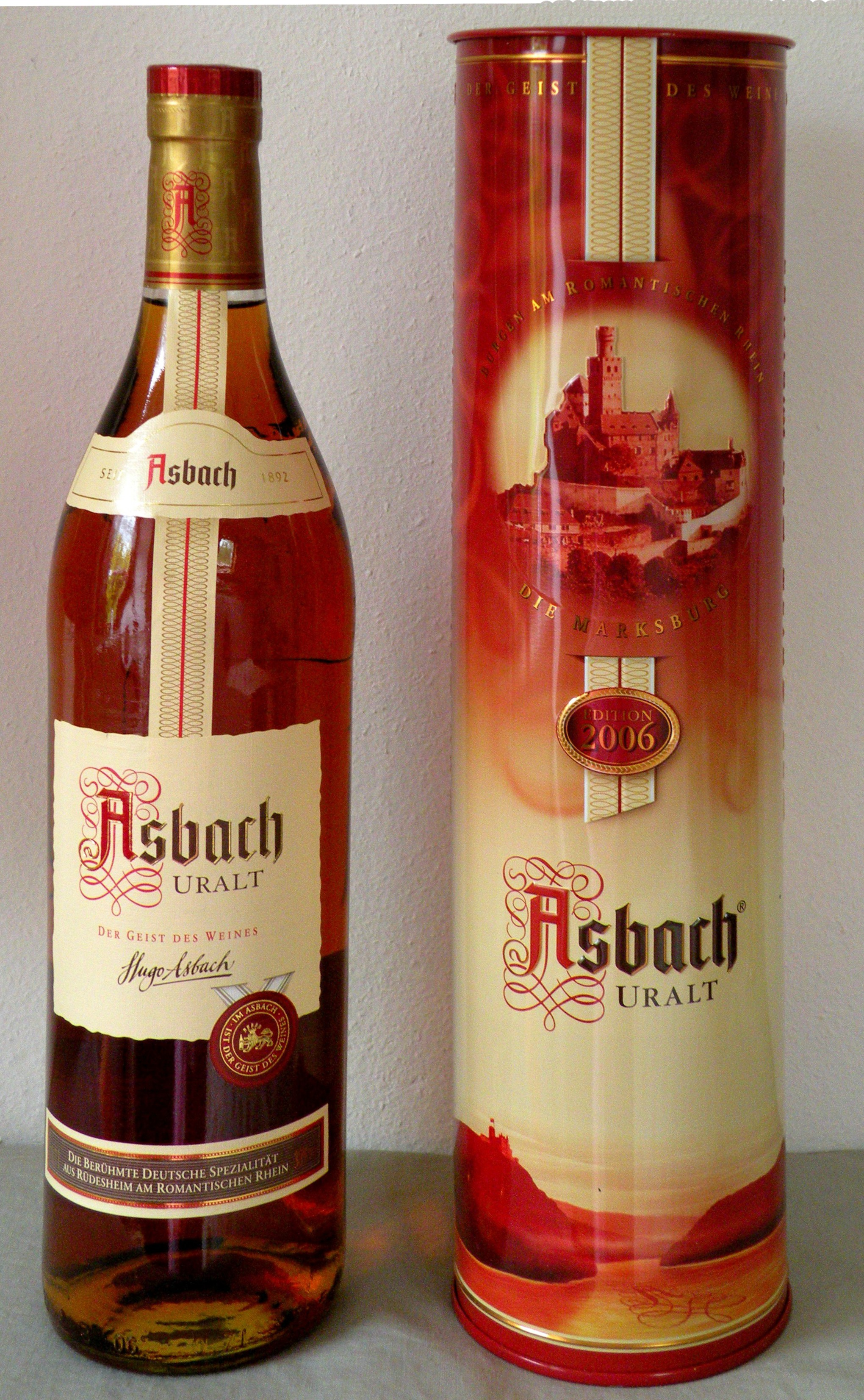
Vinars german Asbach Uralt care are menționat pe etichetă Uralt, adică extra-vechi, deoarece durata de învechire depășește șapte ani

Vinars (în unele localități din Maramureș cunoscută în graiul local ca jinars) se numește o băutură alcoolică tare, cu o concentrație de alcool etilic de minimum 37,5% și de maximum 86% vol , obținută prin învechirea, peste 3-5-7 ani, a distilatelor de vin în butoaie din lemn de stejar. Denumirea este originară din Transilvania, unde a apărut ca o calchiere a denumirii germane Weinbrand, cuvânt care este compus din cuvintele vin + ars. În Transilvania, cuvântul "ars" înseamnă și "distilat", adică supus încălzirii în alambic. 
Prin extensie, cuvântul vinars denumește și o băutură obținută prin diluarea cu apă a alcoolului etilic rectificat sau prin distilarea sucurilor dulci fermentate, de fructe (borhot) sau de struguri (boască, ceea ce rămâne după stoarcerea mustului din struguri), fiind sinonim cu termenul rachiu , folosit preponderent în Vechiul Regat.
Un alt sinonim este brandy, o prescurtare de la termenul englez brandywine, provenit din termenul olandez brandewijn, cu același înțeles ca și termenul german.
I se mai spune în mod eronat și coniac. În realitate, după legea apelațiunilor de origine, coniac se numesc numai produsele obținute, după același procedeu, în orașul Cognac din departamentul franțuzesc Charente. 
Pe sticlele în care se îmbuteliază vinarsul se pot inscripționa un număr de stele corespunzător anilor de maturare/învechire. Categoriile uzuale sunt 3, 5 și 7 stele. Trei stele vor avea cele cu minimum trei ani, cinci stele cele cu minimum cinci ani și șapte stele cele cu minimum șapte ani de păstrare în butoaie de stejar. 
În funcție de durata de învechire a produsului, denumirea inscripționată pe etichetă poate fi completată prin adăugarea literei “V”, dacă băutura este obținută din distilate învechite cel puțin un an, sau a grupului de litere “VS” - Very Special, sau ✯✯✯ - pentru distilate mai vechi de trei ani, “VSOP” - Very Superior Old Pale - pentru distilate învechite minim cinci ani, “XO” - Extra Old - în cazul în care durata de învechire depășește șapte ani. 